# Peter Guthrie Tait
Peter Guthrie Tait (28. dubna 1831, Dalkeith, Skotsko – 4. července 1901, Edinburgh, Skotsko) byl skotský matematik a fyzik. Společně s Williamem Thomsonem je autorem vlivné učebnice fyziky Treatise on Natural Philosophy. Thomsonova hypotéza, že atomy jsou uzly v éteru dovedla Taita k ranému studiu matematické teorie uzlů, která výrazně přispěla k rozvoji topologie jako matematické disciplíny. Je také autorem několika vlivných prací v termodynamice, jakož i děl o kvaternionech.